# St. Johannes der Täufer (Kriegenbrunn)

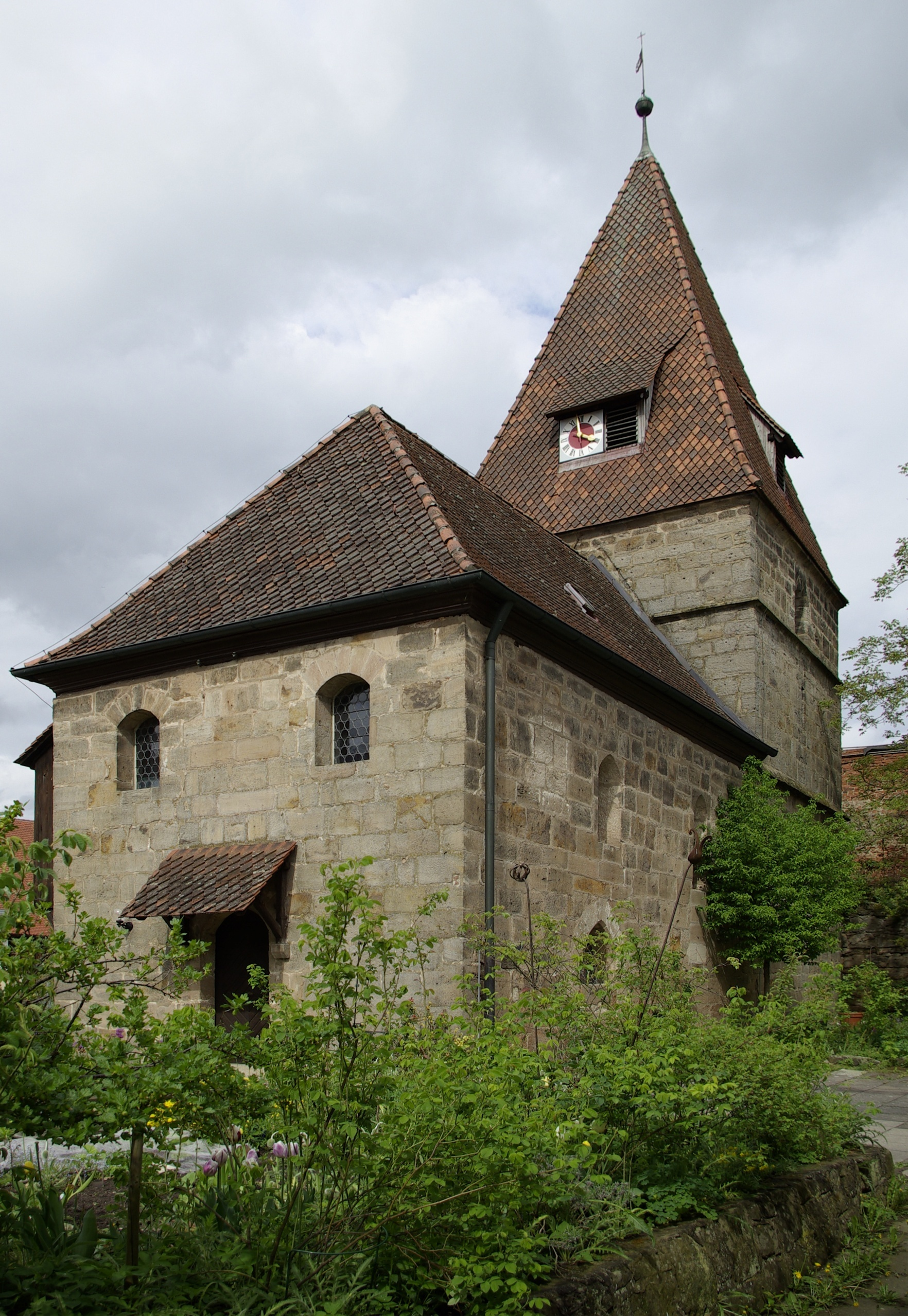
St. Johannes der Täufer (Kriegenbrunn)

Die evangelische, denkmalgeschützte Filialkirche St. Johannes der Täufer steht in Kriegenbrunn, einem Gemeindeteil in der kreisfreien Stadt Erlangen  (Mittelfranken, Bayern). Das Bauwerk ist unter der Denkmalnummer D-5-62-000-889 als Baudenkmal in der Bayerischen Denkmalliste eingetragen. Die Kirche gehört zur Pfarrei Frauenaurach im Evangelisch-Lutherischen Dekanat Erlangen im Kirchenkreis Nürnberg der Evangelisch-Lutherischen Kirche in Bayern.

## Beschreibung

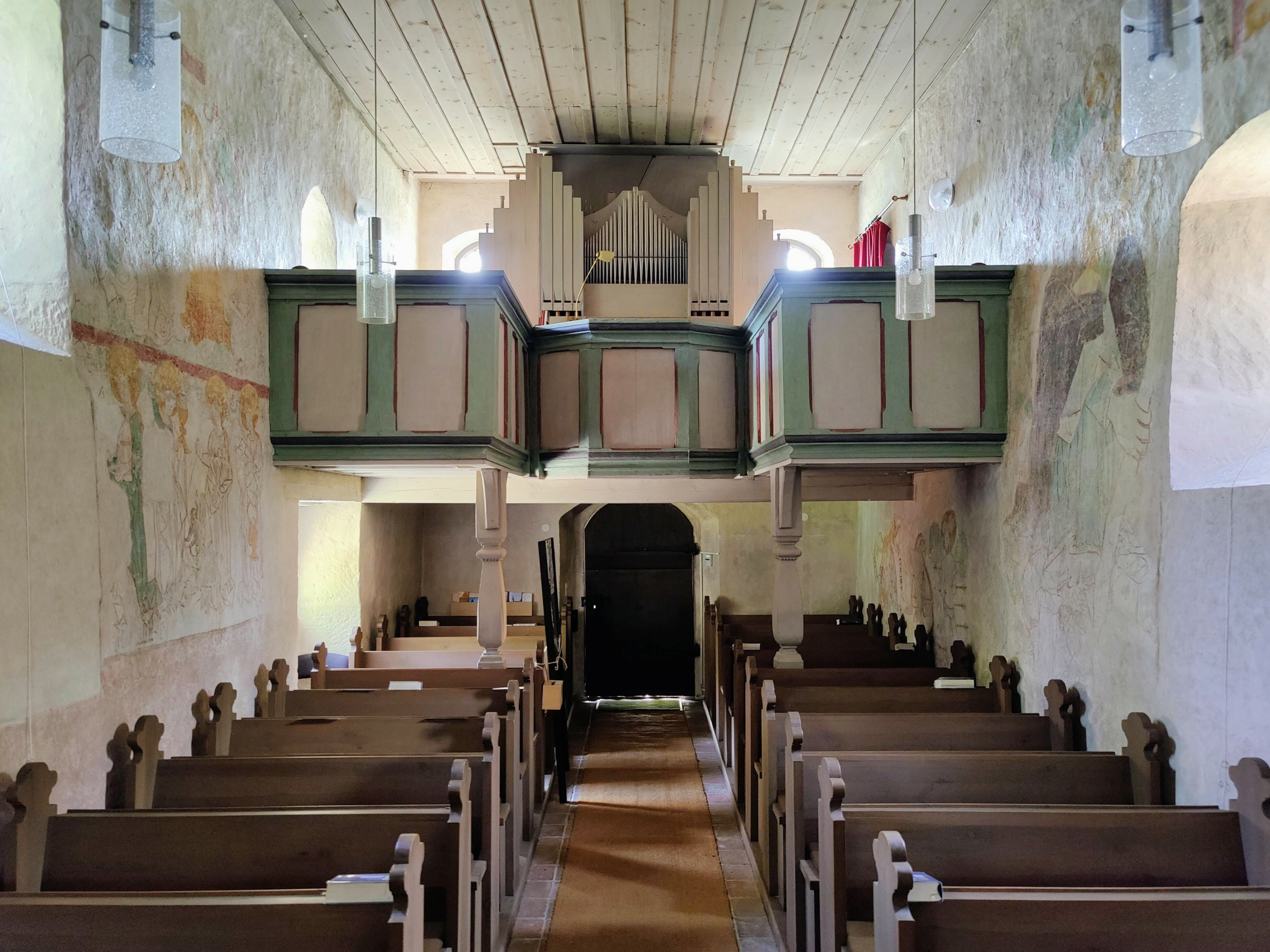
Innenraum

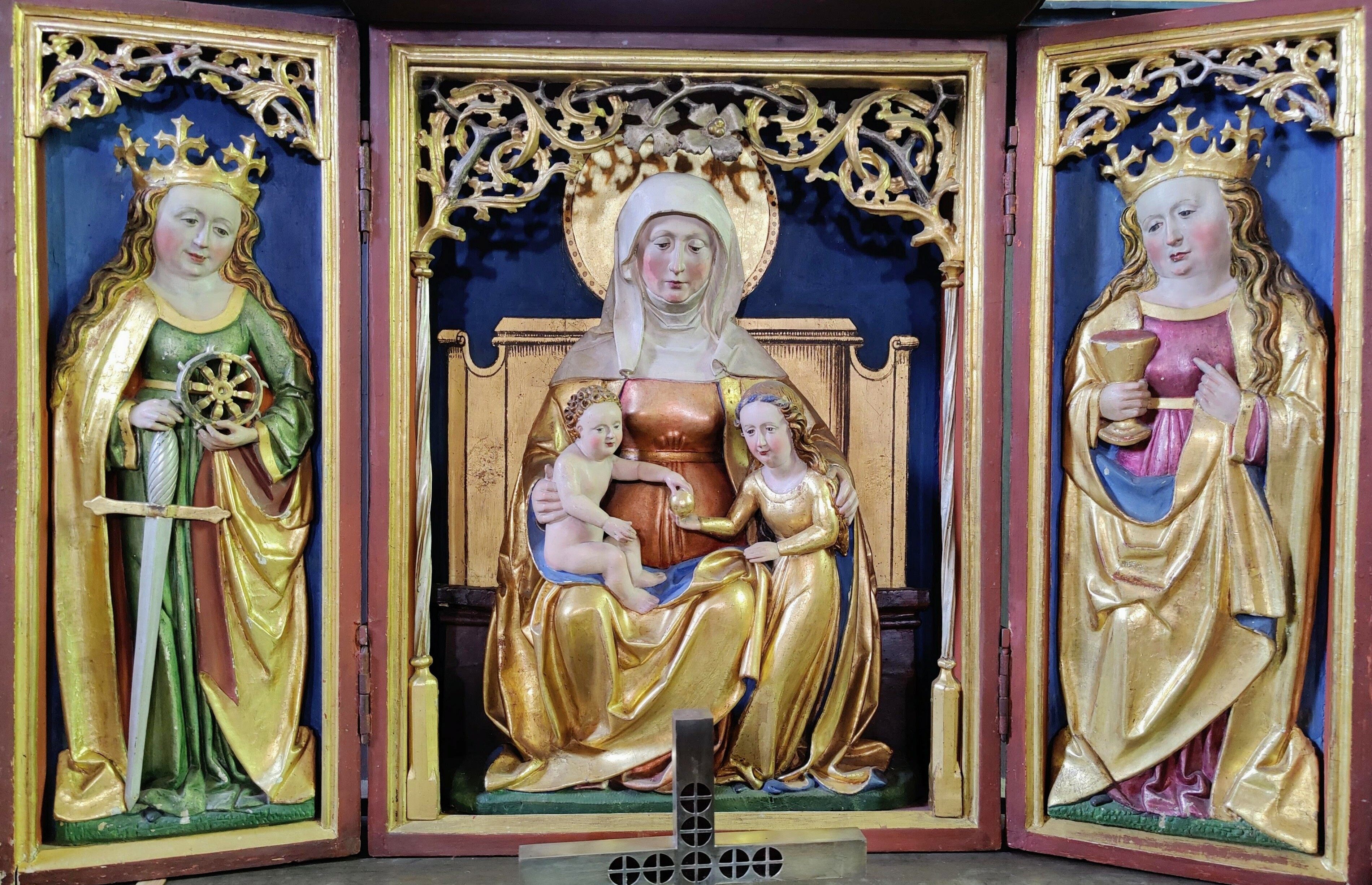
Flügelaltar

Der Chorturm einer ehemaligen Wehrkirche aus Quadermauerwerk stammt aus dem 14. Jahrhundert. Sein Pyramidendach erhielt er im 13./14. Jahrhundert. Hinter den Klangarkaden in seinen Dachgauben verbirgt sich der Glockenstuhl, in dem zwei Kirchenglocken hängen, die Christian Viktor Herold 1766 gegossen hatte. Außerdem beherbergt das Pyramidendach die Turmuhr. An den Chorturm wurde in der ersten Hälfte des 15. Jahrhunderts das Langhaus in gleicher Breite angebaut. Die stark beschädigte Kirche wurde 1666 wiederhergestellt. Die Sakristei an der Nordwand des Chorturms wurde nach 1900 erneuert. Der Innenraum des Langhauses ist mit einer Flachdecke, der des Chors, d. h. das Erdgeschoss des Chorturms, mit einem Kreuzrippengewölbe überspannt. Später wurden bis zum Triumphbogen reichende Emporen im Langhaus eingebaut. Sowohl im Chor als auch im Langhaus haben sich mittelalterliche Wandmalereien erhalten. Der um 1500 gebaute Flügelaltar hat im Schrein eine Darstellung der Anna selbdritt. Die auf den Außenseiten der Flügel dargestellten Szenen der Verkündigung wurden weitgehend ergänzt.